# Secrétariat d'État à l'Agriculture et à l'Alimentation (Espagne)
Le secrétariat d'État à l'Agriculture et à l'Alimentation d'Espagne (en espagnol : Secretaría de Estado de Agricultura y Alimentación) est le secrétariat d'État chargé de l'agriculture et de l'alimentation.
Il relève du ministère de l'Agriculture, de la Pêche et de l'Alimentation.

## Missions
Le secrétariat d'État à l'Agriculture et à l'Alimentation est l'organe supérieur du ministère de l'Agriculture, de la Pêche et de l'Alimentation auquel il revient de proposer et mettre en œuvre la politique gouvernementale en matière d'agriculture et alimentation.

## Titulaires
| Titulaire | Titulaire            | Début      | Fin         | Parti | Ministre    |
| --------- | -------------------- | ---------- | ----------- | ----- | ----------- |
|           | Begoña García Bernal | 13/12/2023 | En fonction | PSOE  | Luis Planas |